# Île Lagotellerie
Pour les articles homonymes, voir Lagotellerie.
L'île Lagotellerie est une île de 1,9 km de long située à 3,7 kilomètres à l'ouest de l'île Horseshoe dans la baie Marguerite, en Antarctique. Elle a été découverte par l'expédition antarctique française, 1908–10, sous la direction du commandant Charcot.
L'île offre une flore assez variée et une faune typique de la région du sud de la péninsule Antarctique. Elle présente également en abondance les deux seules plantes à fleurs de l'Antarctique, qui forment de denses parterres pouvant aller jusqu'à 10 m2 Il s'agit là d'une des communautés connues les plus grandes au sud des îles Shetland du Sud. La couche peu épaisse de terre riche en terreau, qui s'est constituée sous les pelouses, ainsi que sa faune invertébrée associée et ses microbiotes sont probablement uniques en leur genre à cette latitude. Il y a également une colonie d'environ 1 000 couples de manchots Adélie et une des colonies les plus méridionales de cormorans impériaux. De nombreux couples de labbes bruns et de labbes de l'Antarctique se reproduisent sur l'île.
Le site est protégé par le système du Traité sur l'Antarctique en tant que zone spécialement protégée de l'Antarctique n ° 115,.